# Nasutitermes

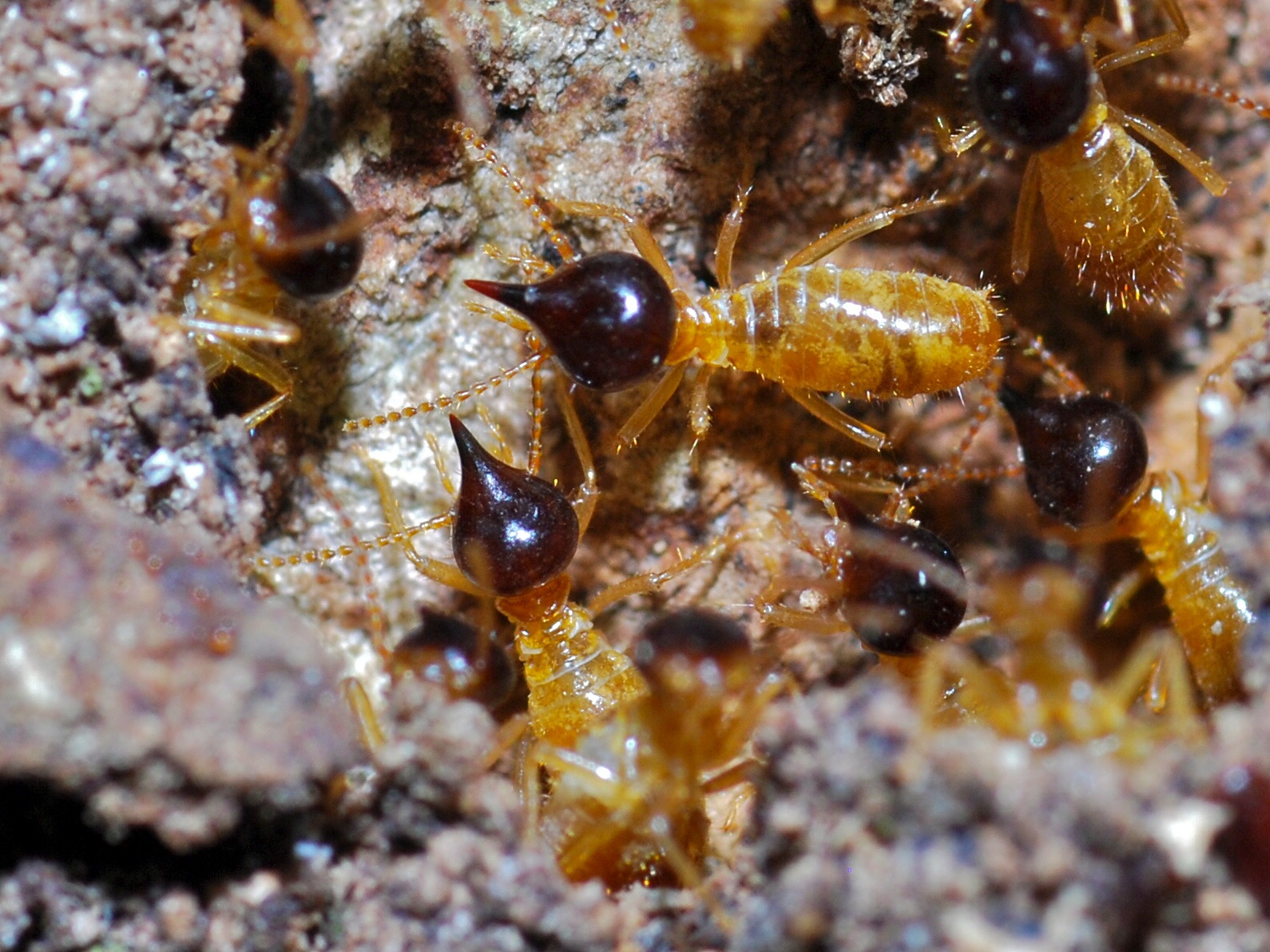
Soldados nasutos, vigiando entrada do cupinzeiro

Nasutitermes é um gênero de cupins.

## Nasutitermes (cupim arborícola ou arbório).
Os cupins arborícolas recebem esse nome devido ao hábito de construírem seus ninhos sobre árvores. Esses cupinzeiros geralmente são grandes e possuem coloração bem escura, próximo ao negro. Os ninhos também podem estar apoiados sobre postes, paredes e madeiras em geral.
A principal espécie de cupim arborícola é a Nasutitermes corniger, também citada por outros autores como Nasutitermes araujoi ou Nasutitermes globiceps. Essa espécie constrói túneis e galerias que vão desde o ninho até o chão.
Uma mesma colônia de cupins arborícolas pode apresentar vários reis e rainhas. Assim, a eliminação de uma rainha não implicará no extermínio da colônia. Os soldados apresentam na cabeça uma estrutura bem desenvolvida, cujo formato lembra um grande nariz pontudo. Por esse motivo, esses indivíduos são popularmente chamados de soldados nasutos. Suas mandíbulas, por outro lado, são pouco desenvolvidas, sendo quase imperceptíveis a olho nu.
Danos causados por cupins arborícolas
Os cupins arborícolas atacam madeiras em geral. Eles são comuns em áreas urbanas, podendo atacar o madeiramento das casas, de modo a danificar as construções. São geralmente encontrados em madeiras dos telhados que podem estar próximas a alguma árvore contendo um ninho. Atacam também a própria árvore que serve de suporte para o cupinzeiro.
Identificação de um foco de cupins arborícolas
Os ninhos são facilmente identificados por suas características peculiares. São grandes, negros, possuem formato mais ou menos esférico e se situam nas copas das árvores.
Métodos para se evitar uma infestação
Os métodos preventivos para esse tipo de cupins não diferem muito das estratégias para se evitar os demais tipos de cupins. Recomenda-se o uso de madeira previamente tratada e deve-se remover madeiras e entulhos contendo celulose nos locais próximos às construções.
Métodos para se combater uma infestação
Aconselha-se a retirada do ninho da árvore infestada. A reinfestação, no entanto, pode ser freqüente, uma vez que cupins arborícolas possuem várias rainhas.
- N. bikpelanus
- N. corniger
- N. ephratae
- N. exitiosus
- N. globiceps
- N. magnus
- N. matangensiformis
- N. matangensis
- N. nigriceps
- N. novarumhebridarum
- N. pinocchio
- N. feytaudi
- N. princeps
- N. takasagoensis
- N. triodiae
- N. walkeri
- N. gaigei
- N. minor
- N. macrocephalus
- N. callimorphus
- N. jaraguae
- N. kemneri
- N. coxipoensis
- N. acangussu
- N. acajutlae
- N. chaquimayensis
- N. aquilinus